# Обер, Пьер
Пьер Обе́р (фр. Pierre Aubert; родился 3 марта 1927, Ла-Шо-де-Фон, Швейцария — 8 июня 2016) — швейцарский государственный деятель, президент Швейцарии (1983 и 1987).

## Биография
Изучал юриспруденцию в Университете Невшателя и окончил его со степенью бакалавра. В 1951—1952 учился в течение двух семестров в Гейдельбергском университете. В 1952—1977 занимался адвокатской практикой, специализируясь в уголовном праве. С 1971 по 1977 был председателем совета Университета Невшателя.
Его политическая карьера началась в 1960 с избрания в городской совет Ла-Шо-де-Фона, где он проработал до 1968. Через год был избран в Большой совет (кантональный парламент) Невшателя (до 1975) и возглавлял его в 1969—1970. 
С 1971 по 1977 избирался членом Совета кантонов швейцарского парламента. С 1974 по 1977 год представлял Швейцарию в Парламентской Ассамблее Совета Европы и был членом Комитета по политическим вопросам ПАСЕ. 7 декабря 1977 года избран в Федеральный совет Швейцарии.
- 7 декабря 1977 — 31 декабря 1987 — член Федерального совета Швейцарии.
- 1 февраля 1978 — 31 декабря 1987 — начальник политического департамента (министр иностранных дел Швейцарии).
- 1982 и 1986 — вице-президент Швейцарии.
- 1983 и 1987 — президент Швейцарии.

В качестве главы политического департамента проводил активную внешнюю политику, посетив с официальными визитами 55 стран мира. В 1979 в Нигерии подписал совместное коммюнике, направленное против апартеида. Он стал первым западным лидером, установившим отношения с Организацией освобождения Палестины и встретившимся с Фаруком Каддуми в июле 1980 в Берне. Выступал за вступление Швейцарии в ООН, однако на референдуме в июле 1986 76 % высказалось против.